# 妙滿寺
妙滿寺（みょうまんじ）是位在日本京都府京都市左京區的寺院，顯本法華宗總本山。山號「妙塔山」（みょうとうざん）。本尊三寶尊、開基（創立者）為天王寺屋通妙、開山（初代住持）為日什。境內有俳諧之祖松永貞德造營的「雪・月・花」三名園之一的雪之庭。「安珍・清姬傳說」中的道成寺之鐘現藏於本寺。

## 關連項目
- 道成寺

## 外部連結
- 妙滿寺